# 索河畔比尼库尔
索河畔比尼库尔（法語：Bignicourt-sur-Saulx，法語發音：[biɲikuʁ syʁ so]）是法国马恩省的一个市镇，属于维特里勒弗朗索瓦区。

## 地理
索河畔比尼库尔（48°45'56"N, 4°46'29"E）面积11.01 平方千米，位于法国大東部大區马恩省，该省份为法国东北部内陆省份，北起阿登省，西北接埃纳省，西南接塞纳-马恩省，南至奥布省，东南接上马恩省，东临默兹省。
与索河畔比尼库尔接壤的市镇（或旧市镇、城区）包括：布莱姆、勒比松、埃特勒皮、埃尔斯勒莫吕、埃尔斯莱韦克、瑞斯库尔-米讷库尔、莫吕勒蒙图瓦。

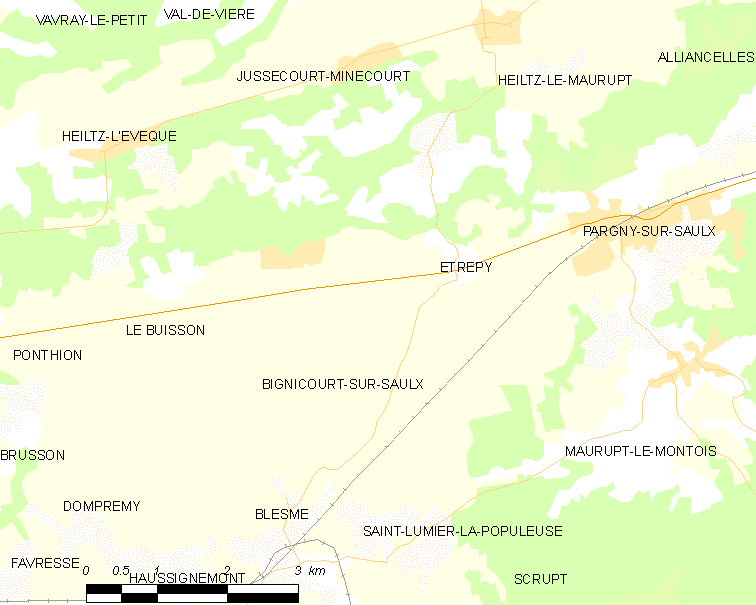
索河畔比尼库尔的OSM定位图

索河畔比尼库尔的时区为UTC+01:00、UTC+02:00（夏令时）。

## 行政
索河畔比尼库尔的邮政编码为51340，INSEE市镇编码为51060。

## 政治
索河畔比尼库尔所属的省级选区为塞迈兹莱班县。

## 人口

1962-2008年间索河畔比尼库尔人口变化图示

索河畔比尼库尔于2022年1月1日时的人口数量为156人。